# مخماس
مخماس قرية مقدسية فلسطينية تتبع محافظة القدس. تقع شمال شرق مدينة القدس، وتبعد عنها حوالي 11.2 كم وقعت تحت الاحتلال الإسرائيلي في حرب 1967.

## سبب التسمية
يُفسَّر اسم "مخماس" بتأويلين رئيسيين؛ الأول يرجّح أن معناه "تل القمر"، وربما يرتبط ذلك بموقعها على الطريق بين القدس وأريحا، التي تُعرف بـ"مدينة القمر". أما التأويل الثاني، فيعود إلى الجذر السامي "كَمَس"، الذي يعني "خبّأ"، مما يجعل معنى "مخماس" يشير إلى "المخبأ" أو "مكان الاختباء".

## السكان
تُعدّ مخماس من قرى القدس ذات الكثافة السكانية المنخفضة نسبياً، إذ بلغ عدد سكانها عام 1931 نحو 404 أشخاص يقيمون في 80 بيتاً. وارتفع العدد عام 1961 إلى 774 نسمة، بينما يبلغ اليوم حوالي 1400 نسمة، إضافةً إلى نحو 3000 شخص يعيشون خارج فلسطين. يشكّل أبناء القرية في الولايات المتحدة الأميركية نسبة كبيرة، حيث هاجر الكثير منهم خلال موجات الهجرة الاقتصادية في ستينيات وسبعينيات القرن الماضي، كما هو الحال في العديد من قرى القدس وفلسطين. يبلغ عدد سكانها حالياً 1700نسمة.

## بيانات جغرافية
تقع قرية مخماس على ارتفاع 590 متراً فوق سطح البحر، ويبلغ معدل الأمطار السنوي حوالي 405.6 ملم. معدل درجات الحرارة 17 درجة ومعدل نسبة الرطوبة 60%.
تبلغ مساحة أراضي القرية حوالي 13.642 دونماًً، منها 3.177 دونماً صالحة للزراعة.
تحيط مخماس ثلاث مستوطنات يهودية فمن الشرق معاليه مخماس ومن الغرب مستوطنة بسجوت ومن الجنوب مستوطنة آدم كما ويحد القرية من الشمال الشرقي بلدة ديردبوان ومن الجنوب الغربي جبع ومن الشمال الغربي برقة ومن الشرق مدينة أريحا.

## تاريخها

### العصور القديمة
تم التعرف على مخماس على أنها البلدة القديمة "مخماس"، حيث يحتفظ الاسم العربي الحديث بأصل الاسم العبري القديم. يمكن العثور على أنقاضها في موقع خربة الحارة الفوقا، وهو موقع أثري يقع في الطرف الشمالي من القرية. كما يوجد موقع أثري آخر يُدعى خربة الدوارة، وهو موقع إسرائيلي يعود إلى العصر الحديدي الأول (القرنين الحادي عشر والعاشر قبل الميلاد)، ويقع على بعد 1.5 كيلومتر جنوب شرق القرية. ذُكرت مخماس في مصادر من العصور الكلاسيكية، حيث كانت مقرًا ليوناثان أفوس حتى عام 152 قبل الميلاد. كما أشارت المشناه إلى أن مخماس كانت معروفة بإنتاج الدقيق الفاخر المُقدَّم كقربان في الهيكل بالقدس.
وفي ثمانينيات القرن الماضي، تم اكتشاف أربع مجموعات من المقابر، تضم حوالي 70 كهف دفن يعود إلى فترة الهيكل الثاني. وُجد عند مدخل أحد الكهوف رسمٌ لمنارة ذات سبعة فروع، إلى جانب نقش مكتوب بالخط العبري القديم. كما عُثر على عظام بشرية داخل صندوق دفن يحمل اسم "شمعون ليفي" مكتوبًا بالأبجدية العبرية. دفعت هذه الاكتشافات علماء الآثار إلى الاعتقاد بأن مخماس كانت مستوطنة يهودية كهنوتية مأهولة حتى ثورة بار كوخبا في أوائل القرن الثاني الميلادي.

### الفترة البيزنطية
تم العثور على قطع فخارية تعود إلى العصر البيزنطي في مخماس. كما وجد عالم الآثار الفرنسي كليرمون غانو بقايا تعود إلى تلك الفترة، ورجّح أنها تعود إلى دير بناه الراهب فيرمينوس، أحد تلاميذ القديس سابا. سجل صندوق استكشاف فلسطين (SWP) وجود بقايا بناء قديم في القرية، يُعتقد أنه كان كنيسة. كما تم العثور على عمود مبني داخل أحد الجدران في الركن الشمالي الغربي للقرية، وحجري عتبة باب فوق مدخل أحد المنازل، يحمل أحدهما ثلاثة صلبان داخل دوائر، بينما يحمل الآخر نقشًا يبدو أنه مقطوع إلى نصفين.

### العهد العثماني
أُدمجت مخماس في الدولة العثمانية عام 1517، وظهرت في السجلات الضريبية لعام 1596 باسم "ميحماس"، ضمن ناحية القدس في لواء القدس، حيث بلغ عدد سكانها 24 أسرة، جميعهم من المسلمين. دفع السكان ضريبة زعامتية بنسبة 33.3% على المنتجات الزراعية، مثل القمح والشعير وأشجار الزيتون وأشجار الفاكهة والماعز وخلايا النحل، بالإضافة إلى عائدات أخرى، بإجمالي 2,200 آقجة. في عام 1838، تم توثيق مخماس كقرية مسلمة تقع في المنطقة شمال القدس. وفي عام 1863، لاحظ عالم الآثار فيكتور غيران وجود عدد كبير من الأحجار الأثرية الضخمة في المنازل الحديثة، بالإضافة إلى نحو ثلاثين بئراً وصوامع محفورة في الصخور تعود إلى العصور القديمة.
أظهرت قائمة القرى العثمانية حوالي عام 1870 أن مخماس كانت تضم 36 منزلاً وبلغ عدد سكانها 120 رجلاً فقط، حيث لم تكن النساء والأطفال مشمولين في الإحصاء. زار كليرمون غانو القرية عام 1873 وسجّل بعض التقاليد الجنائزية المحلية، كما أشار إلى وجود مقام يُدعى "سلطان إبراهيم"، بالإضافة إلى مقابر منحوتة في الصخور، وكهوف غير منتظمة الشكل، وبقايا أحجار منحوتة وتماثيل. في عام 1883، وصف مسح فلسطين الغربية مخماس بأنها "قرية حجرية صغيرة على منحدر تلة، تتكون من منازل متفرقة وفقيرة، يعتمد سكانها على الآبار والصهاريج لتخزين المياه. توجد بئر في الجهة الشرقية وبعض أشجار التين المتفرقة في الغرب، بينما تقع مقابر منحوتة في الصخور شمال القرية. تمر بجانبها طريق قديمة، وتوجد بقايا أساسات لمبانٍ قديمة. من الجنوب، ينحدر المنحدر الشديد نحو وادي السوانيت الكبير. هذه هي مخماس القديمة، التي أشار إليها أونوموستيكون بأنها تبعد تسعة أميال رومانية عن القدس، وهو ما يعادل حوالي 7.5 ميل إنجليزي أو 8 أميال رومانية بخط مستقيم.

### فترة الانتداب البريطاني
في تعداد عام 1922 الذي أجرته سلطات الانتداب البريطاني، بلغ عدد سكان مخماس 361 نسمة. وارتفع هذا العدد في تعداد عام 1931 إلى 404 أشخاص يقطنون في 80 منزلاً. وفي إحصاءات عام 1945، بلغ عدد سكان مخماس 540 مسلمًا، فيما بلغت مساحة أراضيها 13,479 دونمًا، منها 569 دونمًا مخصصة للزراعة المروية والبساتين، و2,274 دونمًا للحبوب، بينما شغلت المباني العمرانية 28 دونمًا فقط.

### الفترة الأردنية
بعد حرب 1948 واتفاقيات الهدنة لعام 1949، أصبحت مخماس تحت الحكم الأردني. وأظهر التعداد الأردني لعام 1961 أن عدد سكانها بلغ 774 نسمة.

### ما بعد عام 1967
بعد حرب الأيام الستة عام 1967، أصبحت مخماس تحت الاحتلال الإسرائيلي. ووفقًا لاتفاقيات أوسلو عام 1995، تم تصنيف 6.4% من أراضي القرية ضمن المنطقة "ب"، بينما صُنّف الباقي، أي 93.6%، ضمن المنطقة "ج". استولت السلطات الإسرائيلية على أراضٍ من مخماس لإقامة قواعد عسكرية وطرق ومستوطنات إسرائيلية، مثل "شاعر بنيامين" و"معاليه مخماس". وفقًا لجهاز الإحصاء المركزي الفلسطيني، بلغ عدد سكان القرية 1,878 نسمة في عام 2006.
في عام 2010، قام مستوطنون من مستوطنتي "عوفرا" و"ميغرون" بقلع مئات أشجار الزيتون المملوكة لأهالي مخماس. كما تتعرض القرية لهجمات متكررة من قبل المستوطنين، تشمل اقتحام الحقول والمراعي، وتدمير الأشجار، والاعتداء على السكان. ولا تتدخل السلطات الإسرائيلية لمنع هذه الهجمات، بل شوهد أفراد الأمن الإسرائيليون يشاركون في بعضها. في عام 2011، أضرم مستوطنون من مستوطنة "معاليه مخماس" النار في نحو 100 شجرة زيتون تعود لسكان القرية. وفي عام 2017، تم اقتلاع 310 أشجار زيتون أخرى.